# Conde de Vila Franca
Conde de Vila Franca é um título nobiliárquico português criado por D. Filipe I de Portugal, por Carta de 7 de Junho de 1583, em favor de D. Rui Gonçalves da Câmara, 5.º Capitão-Donatário de São Miguel.
Titulares
1. D. Rui Gonçalves da Câmara, 1.º Conde de Vila Franca, 5.º Capitão-Donatário de São Miguel;
2. D. Manuel Luís Baltasar da Câmara, 2.º Conde de Vila Franca, 6.º Capitão-Donatário de São Miguel;
3. D. Rodrigo da Câmara, 3.º Conde de Vila Franca, 7.º Capitão-Donatário de São Miguel;
4. D. Manuel Luís Baltasar da Câmara, 4.º Conde de Vila Franca, 1.º Conde da Ribeira Grande, 8.º Capitão-Donatário de São Miguel.